# Michel Particelli d'Émery
Pour les articles homonymes, voir Emery.
Michel Particelli d'Émery ou Particelle d'Hémery, né le 6 juin 1596 à Lyon et mort le 25 mai 1650 à Paris, conseiller de Richelieu, fut contrôleur général des finances de 1643 à 1647 puis surintendant des finances de 1647 à 1648.

## Biographie
Il est le fils d'un banquier de Lyon issu d'une famille originaire de Lucques en Italie. En juillet 1632, il est le commissaire du roi Louis XIII aux États du Languedoc. Il est arrêté à Pézenas par ordre du duc Henri II de Montmorency, gouverneur du Languedoc. Son arrestation est un défi lancé au pouvoir royal qui sera stoppé quelques semaines plus tard par l'arrestation d'Henri II de Montmorency puis par sa décapitation.
En 1640, Particelli d'Émery est ambassadeur de France à Turin.
Il est nommé contrôleur général des finances en 1643 par Mazarin puis surintendant des finances en 1648. Il montra quelque habileté et, en 1646, eut la première idée de l'octroi[réf. nécessaire]. Il avait inventé ce droit sur toute marchandise destinée à la consommation de la ville de Paris, qui devait être payé à l'entrée dans la capitale, tant par terre que par eau, sans distinction de personnes, selon un tarif — sorte d'octroi ou droit de douane. Ce fut l'édit du Tarif. Ses exactions lui attirèrent la haine du peuple en même temps que ses tentatives de réforme le rendaient odieux aux nobles. Pour faire face aux exigences financières de la guerre franco-espagnole, il créa en 1644 l'impôt du Toisé et la taxe des Aisés, puis en 1646 le Tarif qui augmentait les droits d'octroi. Ces taxes furent une des origines de la Fronde. Il fut sacrifié, le 9 juillet 1648 (remplacé par le maréchal de la Meilleraye), mais rappelé dès l'année suivante. II mourut en 1650.
Voltaire raconte l'histoire suivante dans l'Histoire du parlement de Paris (en le qualifiant à tort d'Italien puisqu'il est né à Lyon) : « Les plus pauvres habitants de Paris avaient bâti de chétives maisons, ou des cabanes hors des anciennes limites de la ville. Un Italien nommé Particelli d'Émery, favori du cardinal et contrôleur-général, s'avisa de proposer une taxe assez forte sur ces pauvres familles. Elles s'attroupèrent, elles allèrent porter en foule leurs plaintes à la grand'chambre, non sans y être excitées par plusieurs membres des enquêtes, qui demandèrent l'assemblée des chambres pour juger la cause des pauvres contre le ministère. Cette maladresse du gouvernement indisposa tout Paris ; elle apprit au peuple à murmurer, à s'attrouper. »
Plus tard, « On criait encore davantage contre l'Italien Particelli d'Émery, devenu surintendant, condamné autrefois à être pendu à Lyon, et monté par les concussions au faîte de la fortune. La clameur publique fut si forte, les factions si obstinées, que la cour se crut obligée de plier. Elle exila le surintendant dans ses terres, et promit la suppression des intendants de provinces. »
Il écrit aussi dans Le Siècle de Louis XIV : 
Dans l'ouvrage de fiction, Vingt ans après, voila ce qu'écrit Alexandre Dumas de d'Emery « Ce d’Émery était fort détesté du peuple, d’abord parce qu’il était surintendant des Finances, et que tout surintendant des Finances doit être détesté; ensuite, il faut le dire, parce qu’il méritait quelque peu de l’être. C’était le fils d’un banquier de Lyon qui s’appelait Particelli, et qui,ayant changé de nom à la suite de sa banqueroute, se faisait appelerd’Émery. Le cardinal de Richelieu, qui avait reconnu en lui un grand mérite financier, l’avait présenté au roi Louis XIII sous le nom de M.d’Émery, et voulant le faire nommer intendant des Finances, il lui en disait grand bien. À merveille! avait répondu le roi, et je suis aise que vous me parliez de M. d’Émery pour cette place qui veut un honnête homme. On m’avait dit que vous poussiez ce coquin de Particelli, et j’avais peur que vous ne me forçassiez à le prendre.—Sire! répondit le cardinal, que Votre Majesté se rassure, le Particelli dont elle parle a été pendu. Ah! tant mieux! s’écria le roi, ce n’est donc pas pour rien que l’on m’a appelé Louis le Juste. Et il signa la nomination de M. d’Émery. C’était ce même d’Émery qui était devenu surintendant des Finances. »

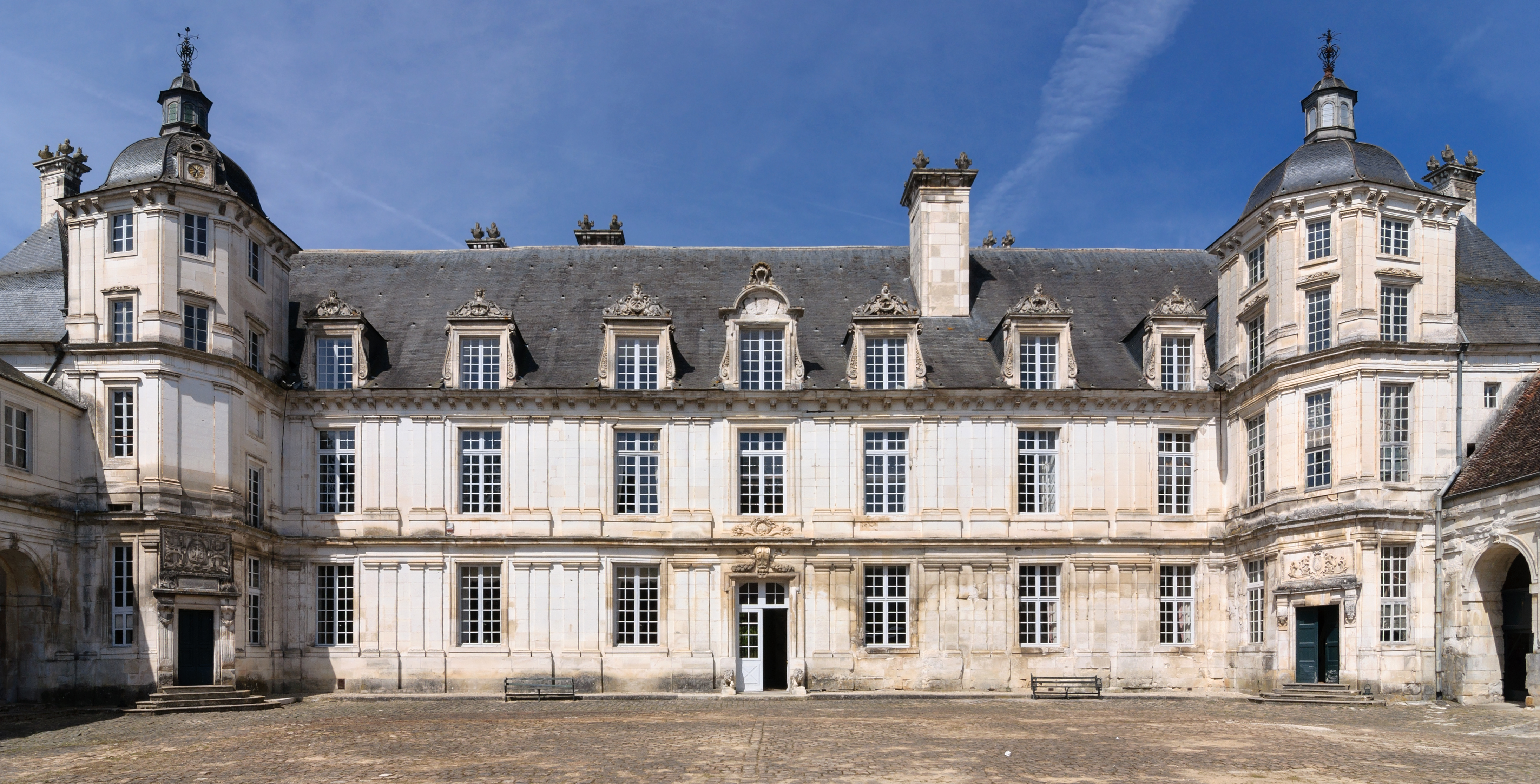
Chateau de Tanlay

Michel Particelli d’Émery fait achever la construction du château de Tanlay en Bourgogne de 1643 à 1649 par l'architecte Pierre Le Muet, après des travaux inachevés (1555-1568). Il subsiste presque intact.
Sa fille Marie épousa Louis Ier Phélypeaux de La Vrillière et son fils Michel Particelli, baron de Thoré (mort en 1668) épousa Geneviève Le Coigneux de Bélâbre, fille de Jacques Le Coigneux, marquis de Bélâbre, président  au parlement de Paris